# 写真植字

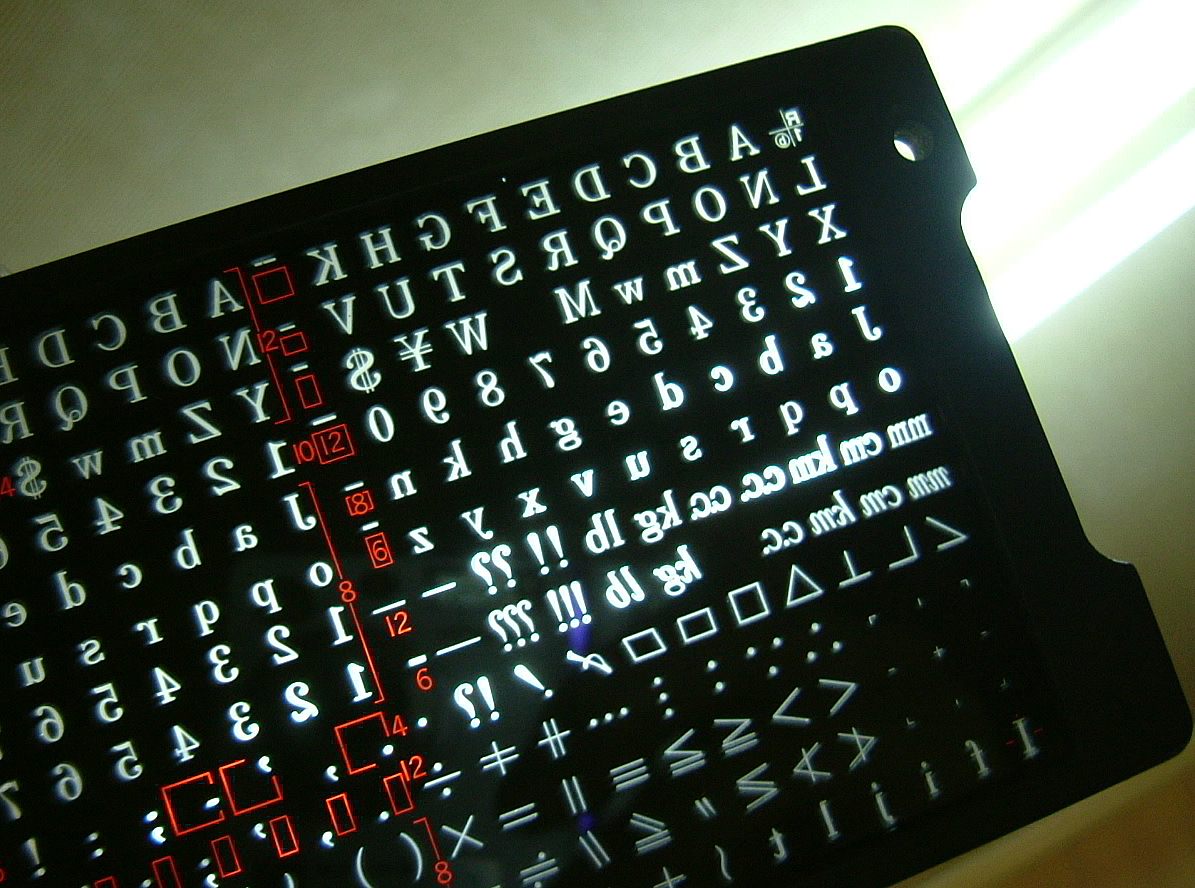
写研の写植文字盤（サブプレート）

写真植字（しゃしんしょくじ、略称は写植、英: phototypesetting, photocomposition）は、写真植字機を用いて文字などを印画紙やフィルムに印字して、写真製版用の版下などを作ること。また長らくテレビ放送用のテロップ用の版下としても使われた。
多くのサイズの活字が必要な活版印刷に対し、写真植字では1個の文字ネガで足りる。オフセット印刷の普及とともに、写真植字も急速に需要を拡大した。
文字のネガをレンズで拡大または変形して印画紙に焼き付けるので、独特の柔らか味がある事が写真植字のメリットの一つである。DTPが普及した昨今でも、タイトル文字などに限って写真植字を指定して使うケースが見られる。
また、写真植字の歴史は、写研の歴史そのものとも言える。
文字の大きさの単位をQ（または級）、文字の送り量の単位をH（または歯）とする。いずれも0.25mmを1とする。すなわち24Qといえば6mmの大きさの文字を意味する。